# Geometry A
Geometry A — седан з електричним живленням від батареї від бренду Geometry, що належить Geely.

## Опис
Автомобіль є першою моделлю автомобільної марки Geometry, яка була заснована у 2019 році. Седан був представлений у квітні 2019 року. У тому ж місяці стартували продажі в Китаї. У березні 2021 року бренд представив оновлену модель Pro. Geometry A також планується продавати за межами внутрішнього ринку Китаю.
Він був розроблений на базі седана Geely Emgrand GL. Має дуже низький коефіцієнт опору Cd = 0,237.
Geometry A пропонується на вибір з двома місткостями акумулятора, 51,9 кВт·год і 61,9 кВт·год з запасом ходу 500 км (310 миль) на одній зарядці. Силовий агрегат A забезпечує максимальну потужність 163 к. с. і крутний момент 250 Нм з прискоренням до 100 км/год (62 миль/год) за 8,8 секунди.